# Grog

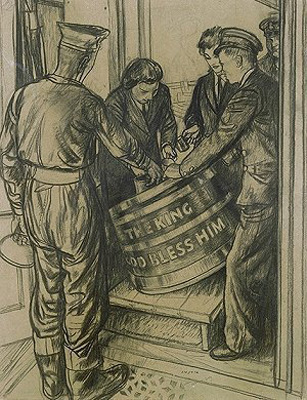
Racjonowanie grogu marynarzom podczas II wojny światowej

Grog – napój alkoholowy w postaci rumu (lub innego wysokoprocentowego alkoholu) rozcieńczonego wodą z dodatkiem cukru i soku z cytrusów. Napój popularnie kojarzony z marynarzami.
Grog wydawany był niegdyś marynarzom na żaglowcach, zwłaszcza we flocie brytyjskiej. Nazwa pochodzi od angielskiego admirała Edwarda Vernona przezywanego przez marynarzy „Old Grog” od stale noszonego płaszcza sztormowego z grogramu.

## Historia
Rosnąca w XVII wieku popularność rumu spowodowała, że w 1655 zastąpiono nim na okrętach Royal Navy dzienne racje piwa wydzielane dotąd marynarzom. Zastąpienie przydziału słabego i często nadpsutego piwa połową pinty (ok. 300 ml) mocnego alkoholu wywarło jednak szkodliwy wpływ na dyscyplinę i wydajność pracy marynarzy. Przeciwdziałając rozprzężeniu, wiceadmirał Edward Vernon od 21 sierpnia 1740 rozkazał podawać dotychczasową porcję rumu zmieszaną z kwartą (ok. 1,13 litra) wody. Mieszanka ta miała zapobiegać odkładaniu przez marynarzy na zapas czystego alkoholu, dla późniejszego upicia się większą ilością naraz, oraz skłonić ich do zużywania magazynowanej wody (psującej się przy dłuższym przechowywaniu w ładowniach).
Do tak rozcieńczonego rumu (często gorącą wodą) dodawano cukier i sok z limonek. Tym samym picie grogu znacznie przyczyniło się do poprawy stanu zdrowia marynarzy w czasach, gdy nie znano jeszcze przyczyn i sposobów zapobiegania szkorbutowi – chorobie wywoływanej niedoborem witaminy C. W przeciwieństwie do podawanego przedtem piwa, wprowadzenie stałego racjonowania grogu zapewniło codzienną dawkę witamin. W tym samym czasie we Francji zawierające witaminę C wino zastąpiono na okrętach winiakiem, co spowodowało nawrót szkorbutu wśród załóg okrętów francuskich.
Na okrętach amerykańskiej marynarki wojennej (US Navy) grog wydawano do 1 września 1862, a w brytyjskiej Royal Navy aż do 31 lipca 1970, kiedy po burzliwej dyskusji w Izbie Gmin (Great Rum Debate) ustawowo zaprzestano wydawania grogu marynarzom (dzień ten znany jest jako Black Tot Day).

## Współcześnie

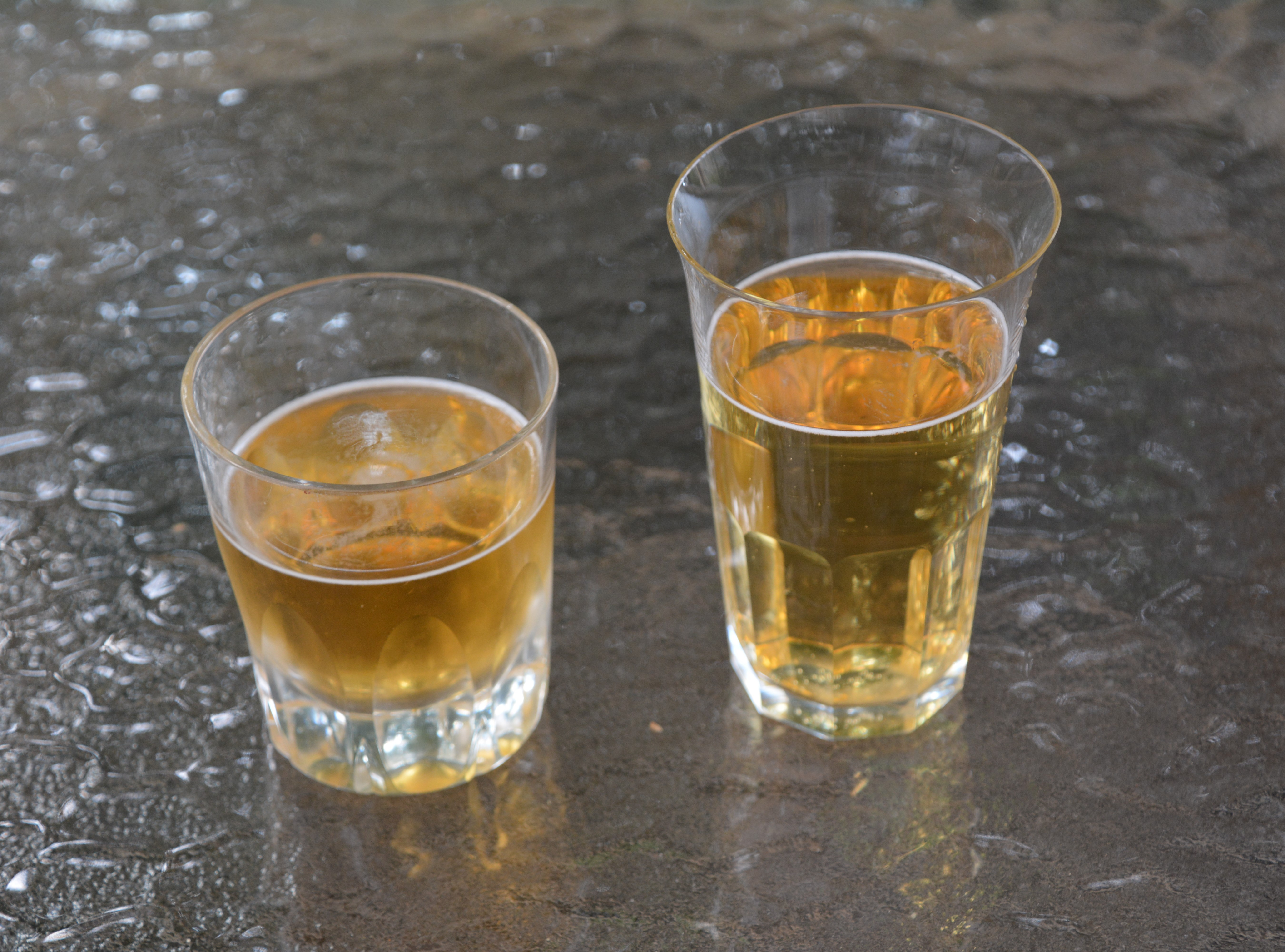
Grog podawany w odpowiednich szklankach

Obecnie grog podawany na gorąco zwykle przyrządza się z wody zagotowanej z cukrem, goździkami i cynamonem, do czego dodawany jest sok z cytryny oraz ciemny rum (w proporcji z wodą 1:4).
Na Wyspach Zielonego Przylądka grogiem (grogue, grogu) nazywany jest rum produkowany lokalnie (w odróżnieniu od rumu z trzciny cukrowej w innych częściach świata). Napój ten, z dodatkiem cytryn i cukru, nazywa się caipirinha, podobnie jak brazylijski odpowiednik tego koktajlu alkoholowego sporządzany z napoju alkoholowego cachaça i limonek.